# Серебряная свадьба
Серебряная свадьба — собственное название 25-й годовщины свадьбы, первый из свадебных юбилеев, который отмечается широко. На него, как правило, дарят серебряные вещи; в частности, супруги дарят друг другу серебряные кольца.

## Церемония празднования
Праздничный стол на годовщину часто сервируют с использованием столового серебра.
Часто данное торжество отмечают в том же самом месте, где супруги впервые обменялись кольцами. 25-я годовщина свадьбы проводится в кругу родственников, друзей, знакомых, которых, по традиции, должно быть не менее 25 человек. Часто приглашения высылают не позже, чем за 25 дней до торжества.